# カーク・トレヴァー
カーク・デヴィッド・ニール・トレヴァー（Kirk David Niell Trevor, 1952年2月8日 - ）は、イギリス出身の指揮者。

## 経歴
ロンドンの出身。ギルドホール音楽演劇学校でチェロを学ぶ。ブリティッシュ・カウンシル奨学金を得てパリに留学してポール・トルトゥリエに師事し、ジャクリーヌ・デュ・プレのレッスンも受けた。一方で、エイドリアン・ボールトとヴィレム・タウスキーに指揮法を学んでいる。1975年にフルブライト奨学生としてノース・カロライナ・スクール・オブ・ザ・アーツ大学に留学し、チェロを学んだが、そこでは大学のオーケストラの補助指揮者を務めた。
1977年にシャーロット交響楽団の准指揮者となり、シャーロット市のバレエ団とオペラ・カンパニーの音楽監督も兼任した。1982年からエクソン芸術基金の指揮プログラムを通じてダラス交響楽団のエドゥアルド・マータの助手を務め、1985年から2003年までノックスヴィル交響楽団の音楽監督として活動した。1988年からインディアナポリス室内管弦楽団の首席指揮者を務める。1990年にアメリカ交響楽団リーグ主催のレナード・バーンスタイン指揮者コンクールで優勝。1995年から1999年までボフスラフ・マルティヌー・フィルハーモニー管弦楽団の首席指揮者、2000年からミズーリ交響楽団の音楽監督を務めている。

## 註
1. ↑  naxoslicensing.com
2. ↑  mosymphonysociety.org
3. ↑  公式サイト